# Pregnano
El pregnano es un esteroide de 21 carbonos. Constituye la estructura fundamental de muchos esteroides, los cuales se nombran como derivados del pregnano.

## Estructura

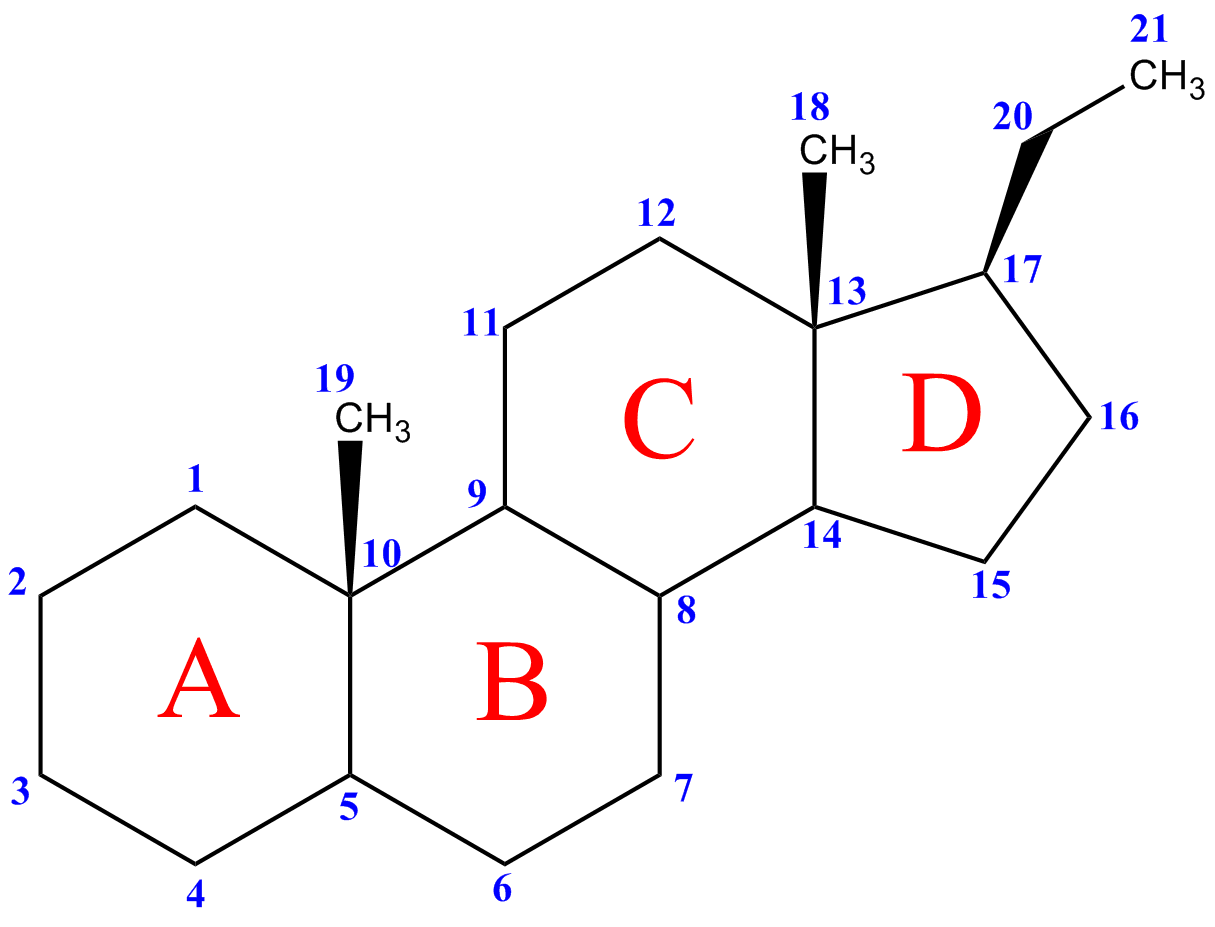
Estructura y numeración del pregnano.

El pregnano está constituido por 4 anillos fusionados (3 ciclohexanos y 1 ciclopentano), 2 metilos (uno en el C10 y otro en el C13) y un etilo en el C17.

Los anillos, dependiendo de su ubicación, son llamados A, B, C y D. Todos se encuentran fusionados mediante uniones trans, dándole al compuesto una forma rígida y planar.

Los carbonos son numerados del 1 al 21 en forma similar a otros esteroides.

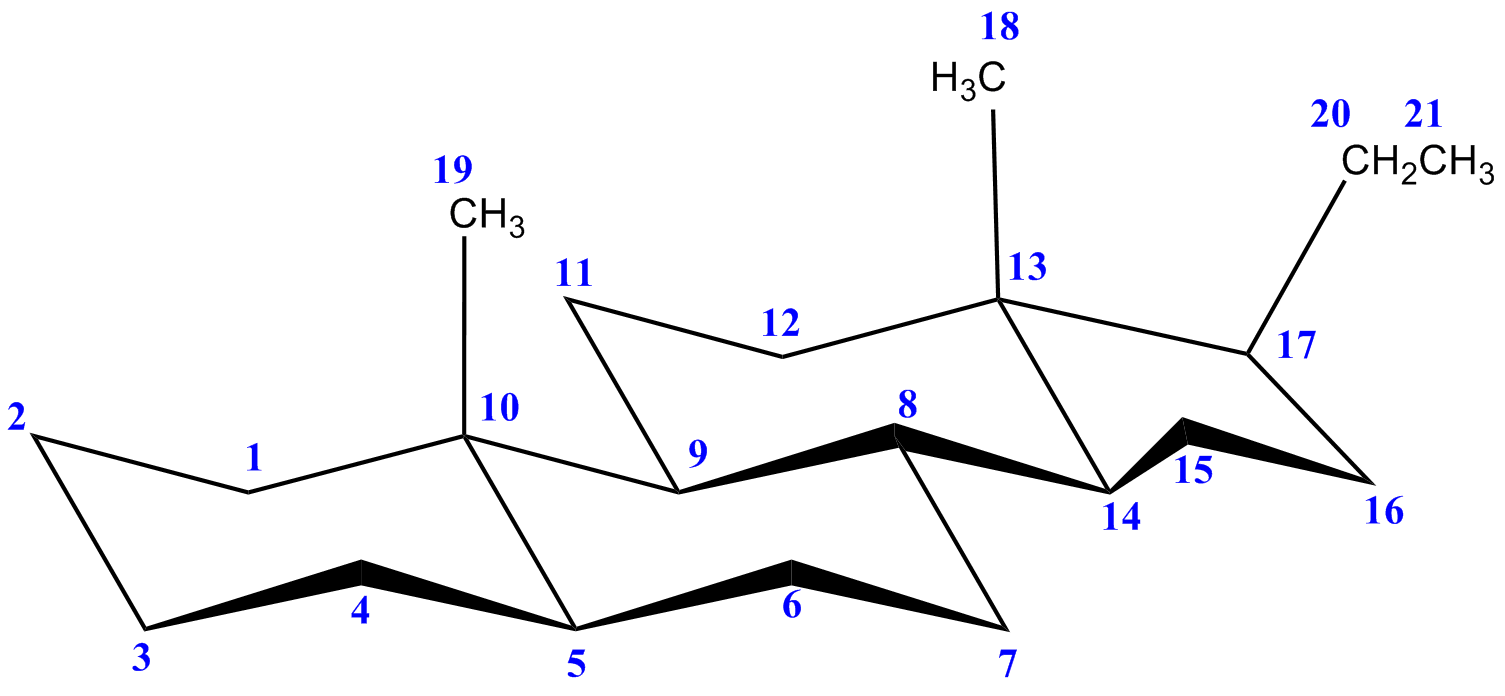
Estructura y numeración del pregnano3.

## Estereoisómeros
Los estereoisómeros del pregnano difieren en la configuración de sus carbonos quirales. En la naturaleza, se presentan solamente los derivados de tres estereoisómeros del pregnano: el 5β-pregnano, el 14β-pregnano y el 5β,14β-pregnano.

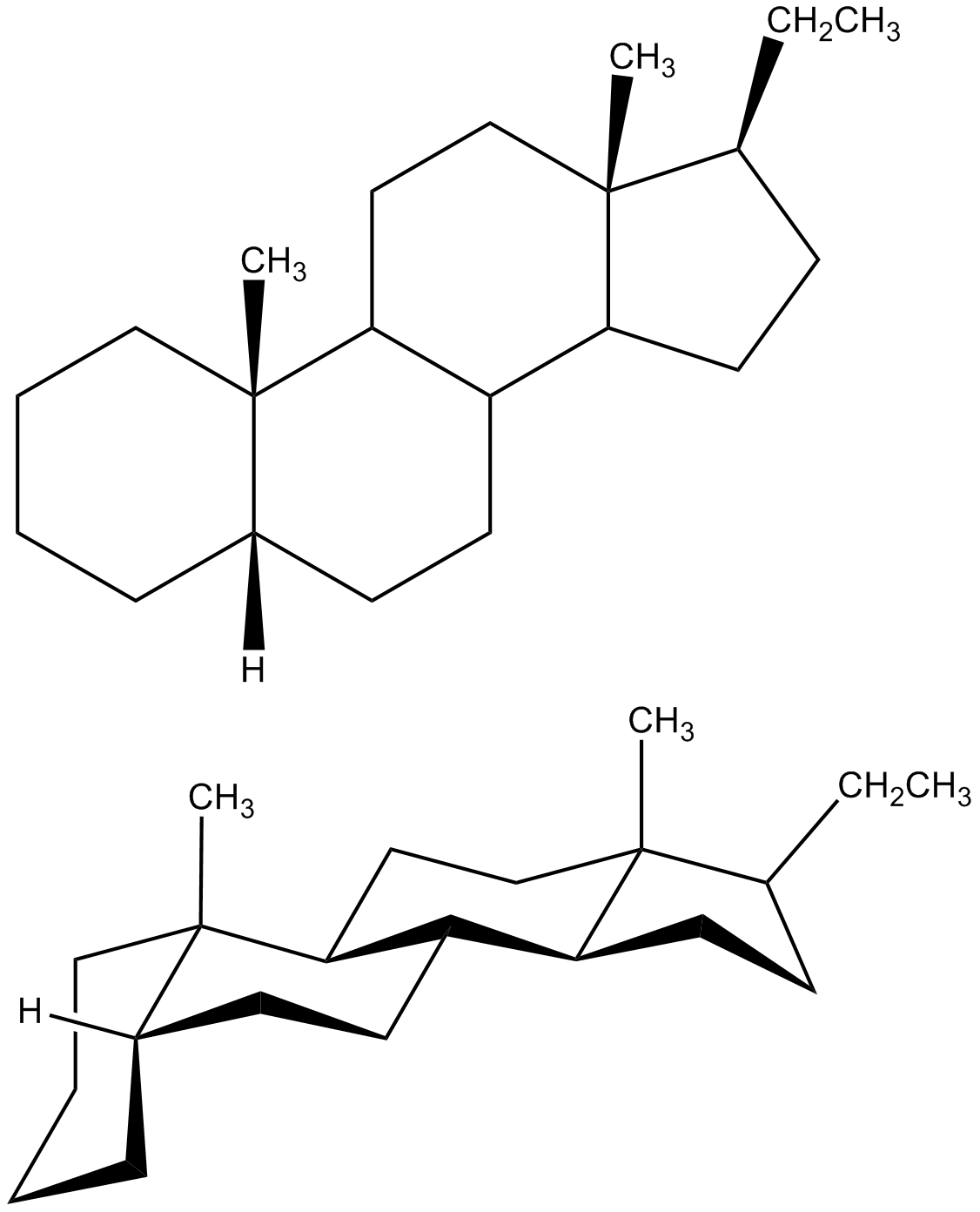
5β-pregnano
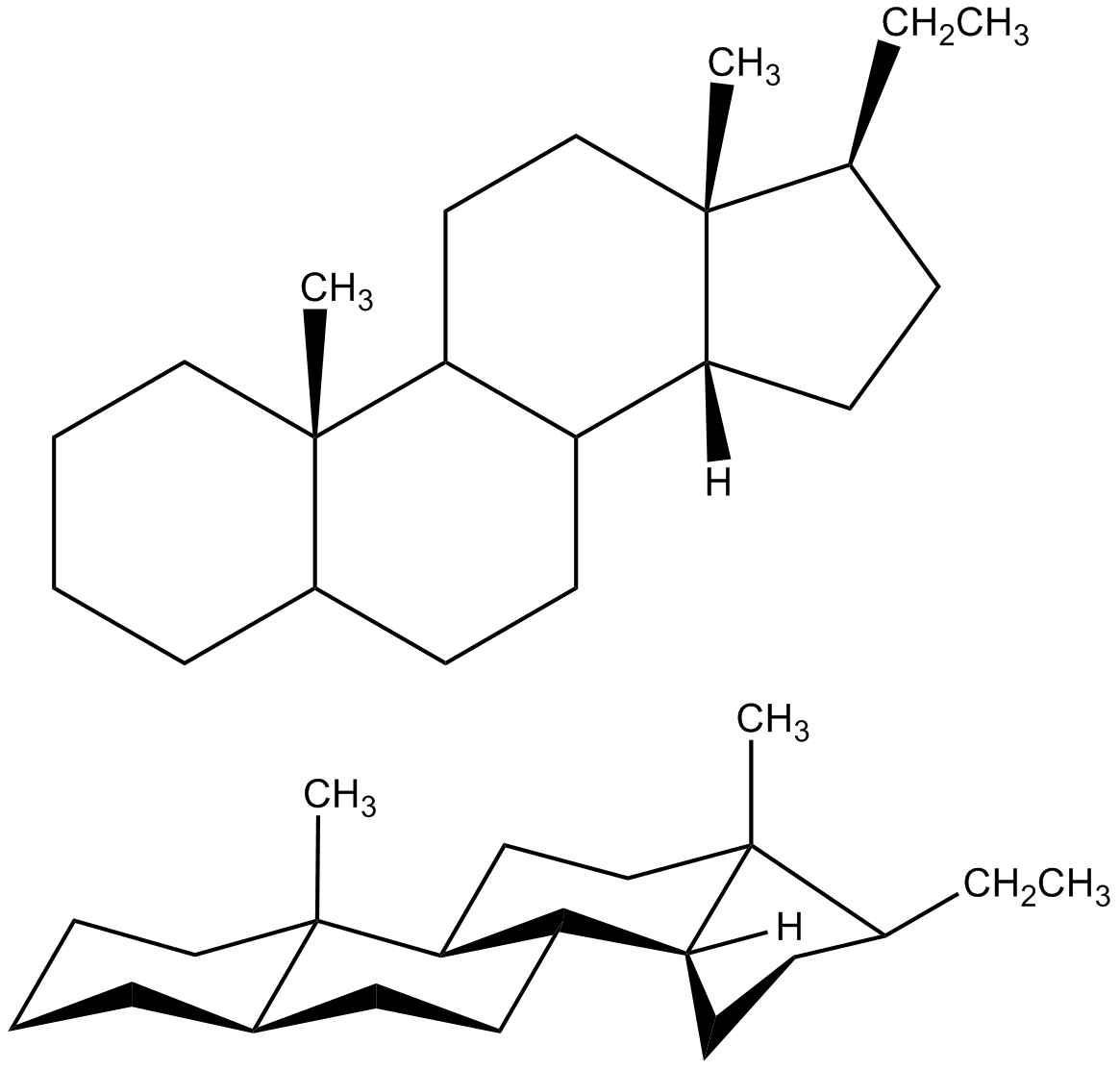
14β-pregnano
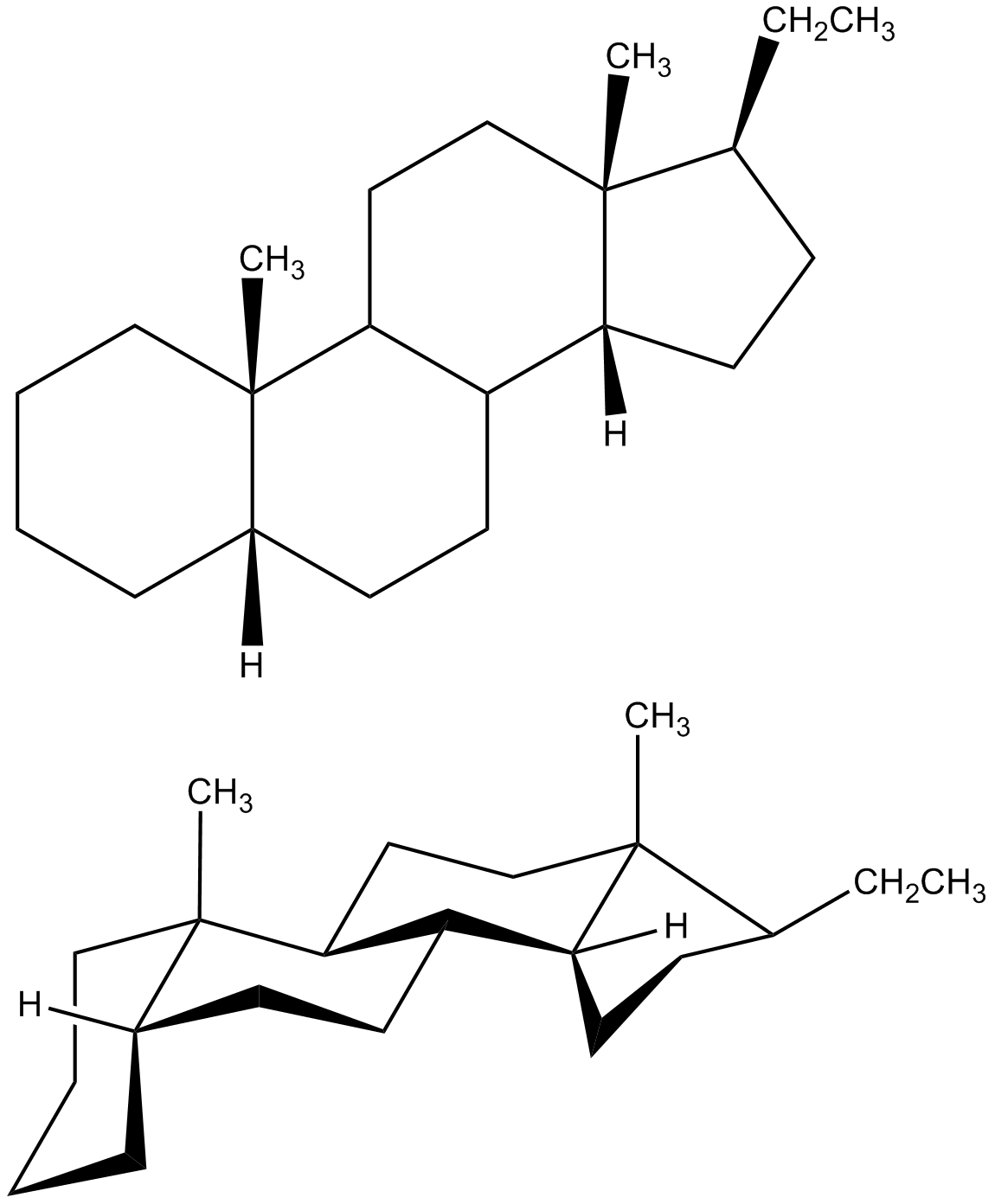
5β,14β-pregnano

## Compuestos derivados

### Derivados del pregnano
Algunos derivados del pregnano son:
- Alopregnenolona
- Pregnandiol
- Pregnanolona

### Derivados monoinsaturados del pregnano
Algunos derivados del pregneno son:
- Aldosterona
- Cortisona
- Hidrocortisona
- Progesterona

### Derivados diinsaturados del pregnano
Algunos derivados del pregnadieno son:
- Ciprosterona
- Gugulesterona